# 마르쿠스 빕사니우스 아그리파

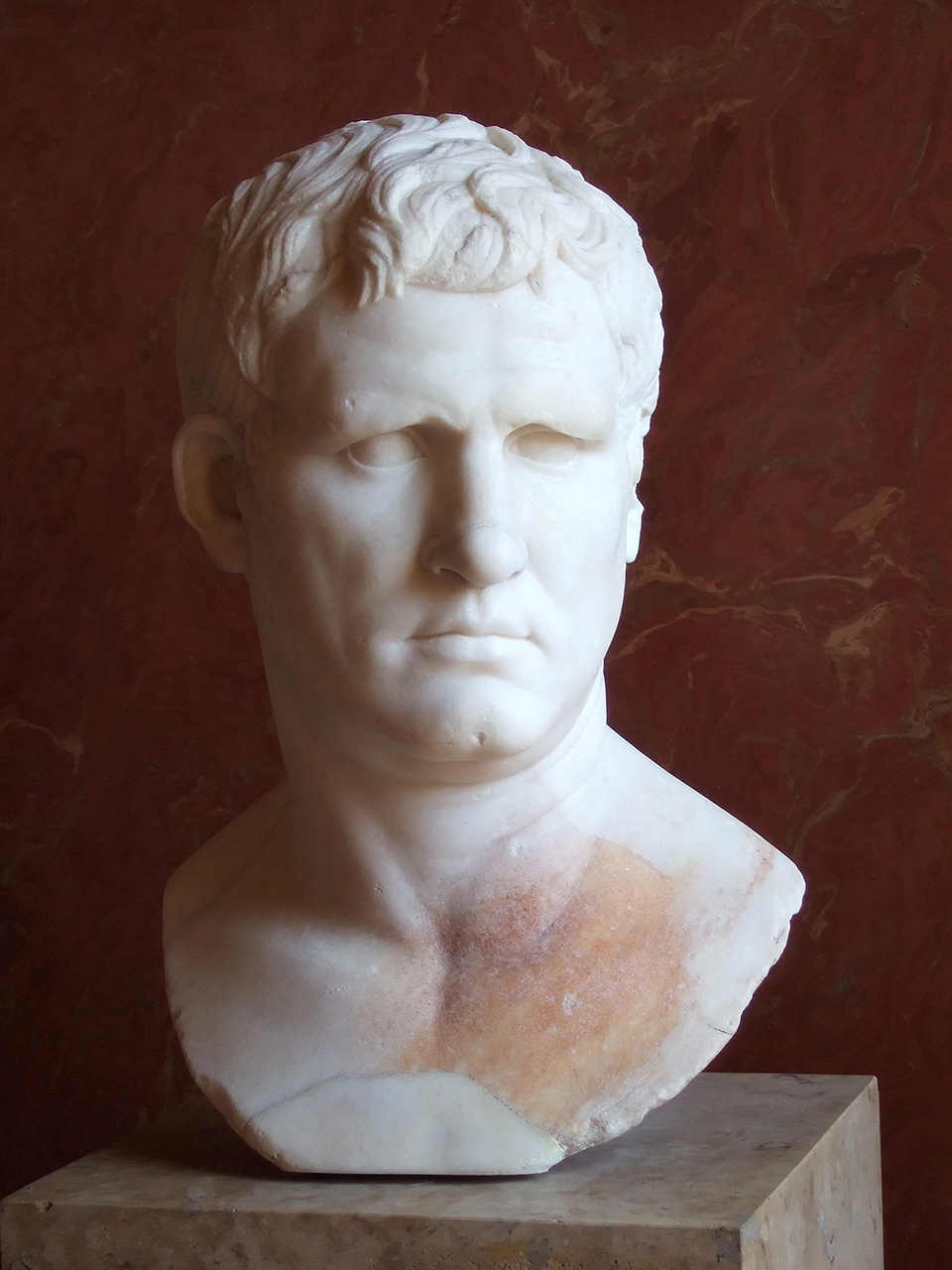
마르쿠스 빕사니우스 아그리파

마르쿠스 빕사니우스 아그리파(라틴어: Marcus Vipsanius Agrippa 마르쿠스 윕사니우스 아그리파[*], (기원전 63년 ~ 기원전 12년)는 로마 제국 초기의 명장이자 정치가이다. 어린 나이에 율리우스 카이사르에게 발탁되어 초대 로마 황제인 아우구스투스를 도와 제정 시대를 여는데 지대한 공헌을 하였다. 아우구스투스가 생전에 이뤘던 모든 전쟁의 성과는 아그리파에 의해 비롯되었다는 말이 있을 정도이며 악티움 해전 등 여러 전투를 승리로 이끌었다.
특히 혼란스러웠던 로마 정국을 수습했던 아우구스투스는 정치적 감각이 뛰어난 반면에 전쟁에는 대단히 둔감하였고 체력이 약하여 원정을 나가는 경우에는 병석에 누워 있기 일쑤였다. 일찍이 그의 이러한 문제점을 알았던 카이사르는 그의 단점을 보완해주고자 아그리파를 그의 후원자로 낙점한 것으로 알려져 있다.

## 어린 시절
아그리파의 생년은 정확하게 밝혀져있지 않으며 기원전 64 - 62년 정도로 추측된다. 그의 아버지의 이름은 루키우스 빕사니우스 아그리파이다.그의 형의 이름 또한 루키우스 빕사니우스 아그리파였다. 아그리파의 가문은 공화국에서 중요한 위치에 있지 않았지만 그는 옥타비아누스라는 친구가 있었다. 아그리파의 가문은 가이우스 율리우스 카이사르의 가문과 가까운 사이였지만 아그리파의 형, 루키우스 빕사니우스 아그리파는 로마 내전에서 소 카토 밑에서 싸웠다. 카토가 패한 후에 그의 형은 감옥에 수감되었으나 아우구스투스의 치세 기간 중 풀려났다. 아그리파가 그의 형과 함께 카토 밑에서 싸웠는지는 불분명하지만 문다 전투에는 함께 있었을 것으로 추측된다.

## 권력을 향하여
옥타비아누스와 그 일행은 로마로 돌아온 뒤에야 군단의 지지를 얻어야 한다는 것을 깨달았다. 아그리파는 옥타비아누스를 위해 캄파니아에서 군대를 소집하였다. 옥타비아누스가 자신만의 군대를 가지자, 마르쿠스 안토니우스, 레피두스와 함께 기원전 43년 성립한 제2차 삼두정치의 일원이 될 수 있었다. 옥타비아누스와 그의 동료였던 퀸투스 페디우스는 카이사르를 암살한 이들을 기소하기로 한다. 아그리파는 카시우스와의 소송을 맡았다.
기원전 42년, 아그리파는 필리피 전투에 참전했다. 로마로 귀환한 뒤에는 안토니우스의 아내인 풀비아 안토니아와, 동생인 루키우스 안토니우스와의 전쟁에서 큰 공을 세운다. 기원전 41년에 시작한 전쟁은 기원전 40년에 페루자의 함락으로 끝이 난다. 이후 시칠리아섬을 점거한 섹스투스 폼페이우스와의 전쟁을 치르게 되는데, 옥타비아누스는 아그리파에게 이탈리아반도의 방비를 맡긴다. 아그리파는 섹스투스 폼페이우스의 공격을 잘 막아내었고, 폼페이우스는 이탈리아 본토 공격을 포기한다. 기원전 40년 8월, 안토니우스는 섹스투스 폼페이우스와 연합하여 이탈리아를 공격하려 하였다. 아그리파는 시폰툼(Sipontum)을 탈환하여 안토니우스가 협력할 수밖에 없는 상황으로 끌고 간다. 아그리파는 안토니우스와 옥타비아누스 사이에 체결된 평화협정에서 중개를 맡았다.
그후엔 악티움 해전에서 승리하여 국방장관 격으로 활약했고, 기원전 21년에 아우구스투스의 딸인 율리아 아우구스투스와 재혼해서 루키우스 카이사르와 가이우스 카이사르를 얻었고, 기원전 12년에 죽은후 아그리파 포스투무스를 얻었다.
그는 생전 2번이나 통령의 자리에 올랐는데, 특히 로마 시를 아름답게 꾸미는 데 힘을 기울였으며, 로마 제국을 널리 측량하고 지리 서적을 발간하였다.

## 판테온
그는 아우구스투스의 군사적 조언자 이면서 아우구스투스의 치세 중에는 공공시설물을 건립하는등에 활동을 보였다. 판테온의 영어이름은 "Pantheon"이며 모든 신들을 위한 공간이라는 뜻의 그리스어인 "pantheion"이 어원이라 전해진다.현재 판테온 신전은 둥근 돔으로 유명하지만 아그리파 시절의 판테온 신전은 T자 모양이었다고 한다. 로마 대화재 때 불타 없어지고 하드리아누스 황제가 재건했다.

## 같이 보기
- 아우구스투스
- 가이우스 마이케나스

## 추가 문헌
- (영어) Marcus Agrippa, article in historical sourcebook by Mahlon H. Smith